# Cadran 24 heures

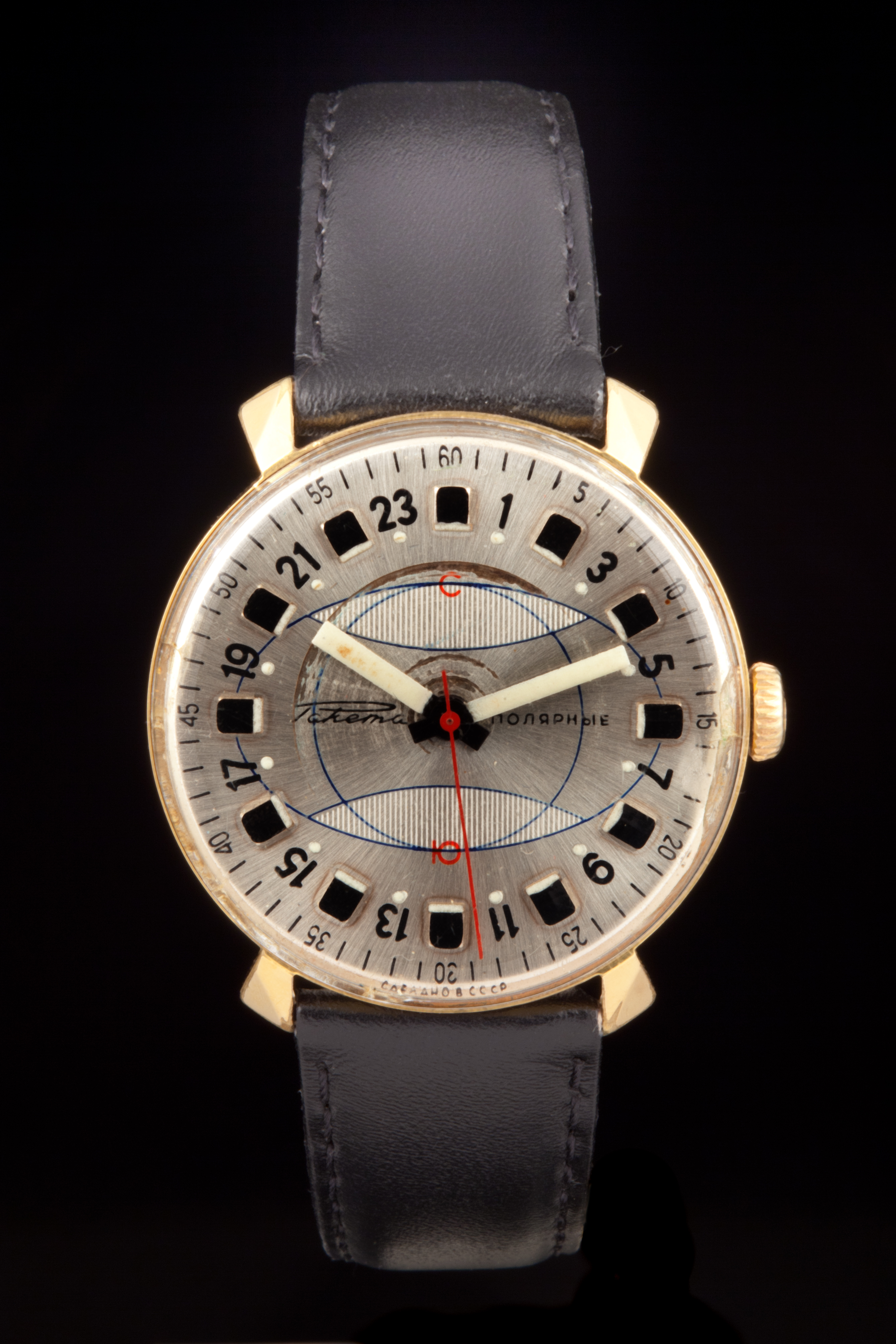
Cadran de montre sur 24 heures de 1969.

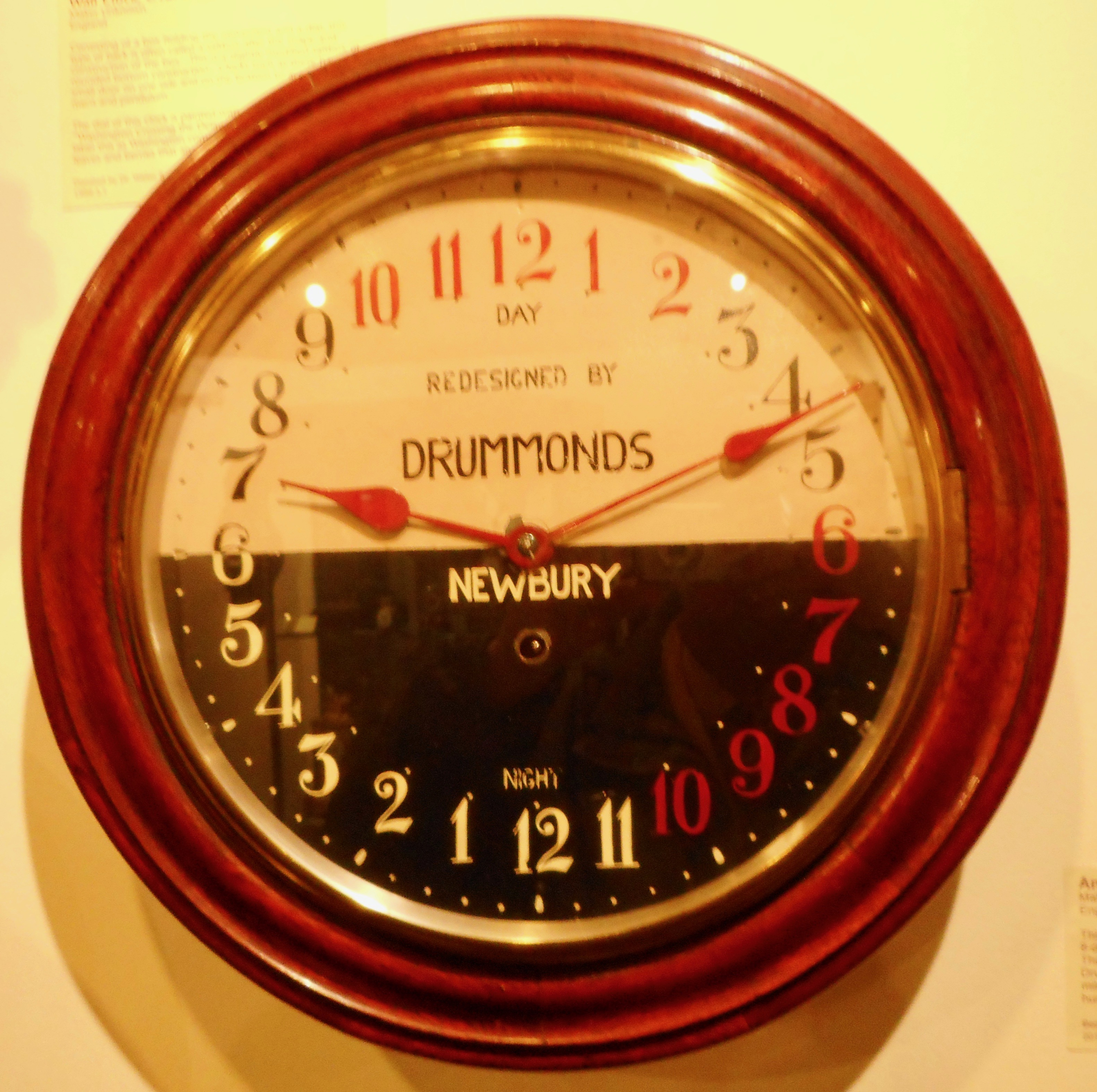
Horloge à 24 heures avec le midi en haut du cadran.

Un cadran 24 heures est, en horlogerie, un type de cadran dont l'aiguille des heures effectue un tour complet en 24 heures, au lieu de 12 sur les cadrans classiques,,.
Les montres et horloges de ce type sont utilisées en particulier par des pilotes, des astronautes ou des militaires, les expéditions polaires mais aussi anciennement par des personnes qui vivaient sur des territoires qui s'étendaient sur plusieurs fuseaux horaires.
On trouve deux dispositions : le 24 se trouve soit en haut, soit en bas du cadran (respectivement à 90° ou à -90° sur un cercle trigonométrique).